# Lepnevaina signata
Lepnevaina signata är en nattsländeart som beskrevs av Wiggins 1987. Lepnevaina signata ingår i släktet Lepnevaina och familjen husmasknattsländor. Inga underarter finns listade i Catalogue of Life.